# Basílica de Javier
La Basílica de San Francisco Javier (Javier, Navarra) es una iglesia adyacente al Castillo de Javier realizada a finales del siglo XIX y principios del XX en estilo ecléctico sobre parte del palacio donde vivió la familia Jaso-Azpilicueta.

## Obra
En el contexto de las obras de reconstrucción del castillo ejecutadas por la empresa del contratista tudelano Blas Morte, se levanta esta iglesia diseñada por el arquitecto Ángel Goicoechea Lizarraga, entre el 30 de agosto de 1897 y el 1 de diciembre de 1900, por encargo de María del Carmen Azlor de Aragón e Idiáquez, XIV duquesa de Villahermosa, viuda de José Manuel de Goyeneche y Gamio, II Conde de Guaqui, descendiente de la familia de Francisco Javier. La basílica, de estilos neorrománicos y neogóticos, utiliza también elementos del arte bizantino.
El nuevo templo fue consagrado el 19 de marzo de 1901 y poco después, el 17 de diciembre, recibió del papa León XIII el título de basílica.

## Portada

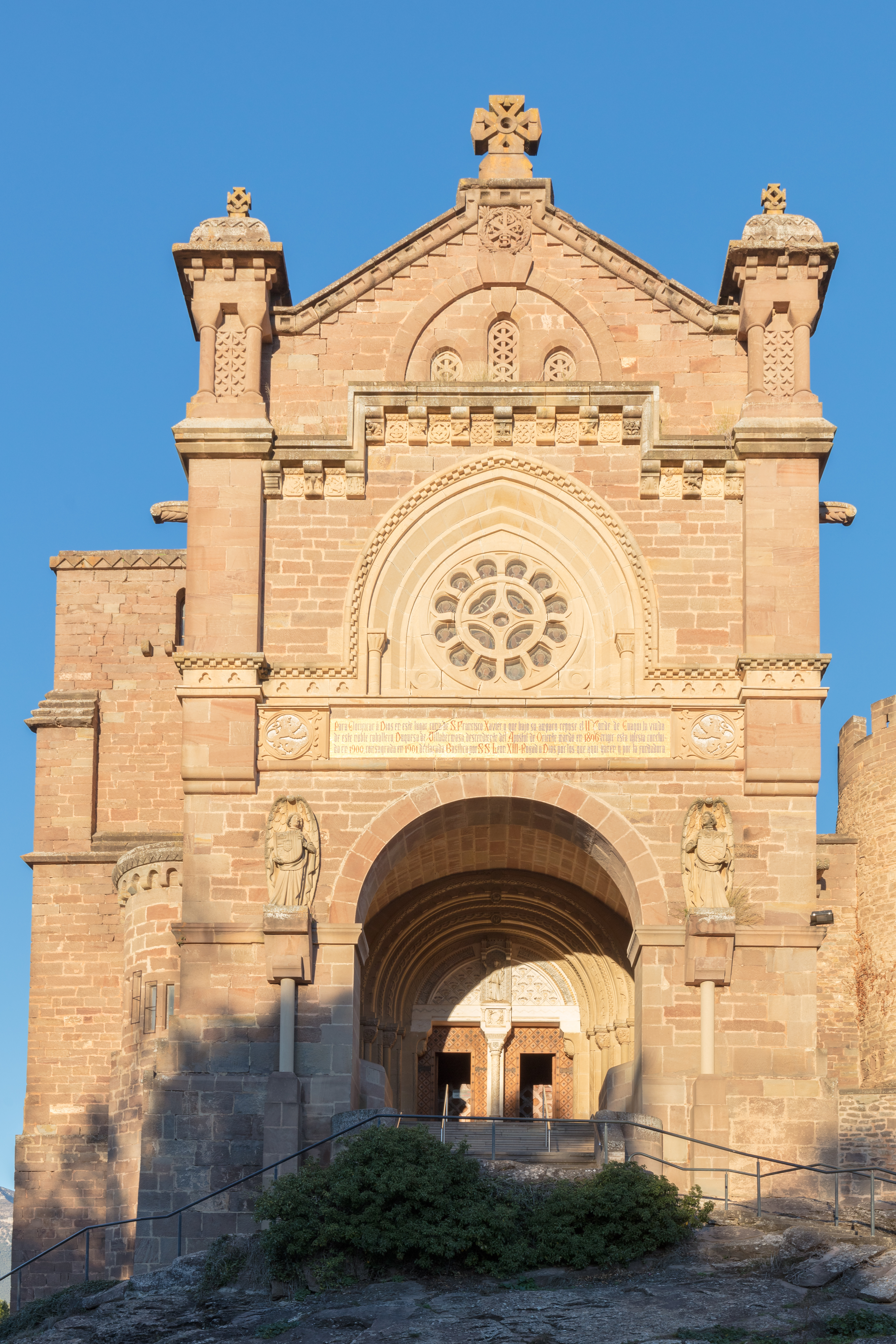

La portada tiene unas dimensiones de 6,90 x 6,90 m. y está hecha en estilo neorrománico.
Muestra un tímpano los nombres de los distintos lugares de Europa, África y Asia recorridos por Francisco de Javier durante su vida.
El parteluz se remata con una figura del santo, realizada por Salvador Bernal, sobre un pedestal que muestra el escudo de Javier, apoyándose en una columna en cuyo capitel se lee en latín:

«Quid prodest homini, si mundum universum lucretur, animae vero suac detrimentum patiatur?»
«¿Qué le aprovecha al hombre ganar el mundo, si pierde su alma?»( Francisco de Javier)

En los capiteles una representación de distintas escenas de su vida como:
- la muerte de su hermana Magdalena, en Santa Clara de Gandía y Javier recibiendo la bendición de Ignacio de Loyola antes de partir a la Indias (ver capitel 1);
- el crucifijo que se le cae al mar y el milagro del cangrejo (ver capitel 2);
- conversión del agua salada del mar en dulce y predicando a los infieles (ver capitel 3);
- atravesando el río en un madero y en el lecho de muerte (ver capitel 4).[4]

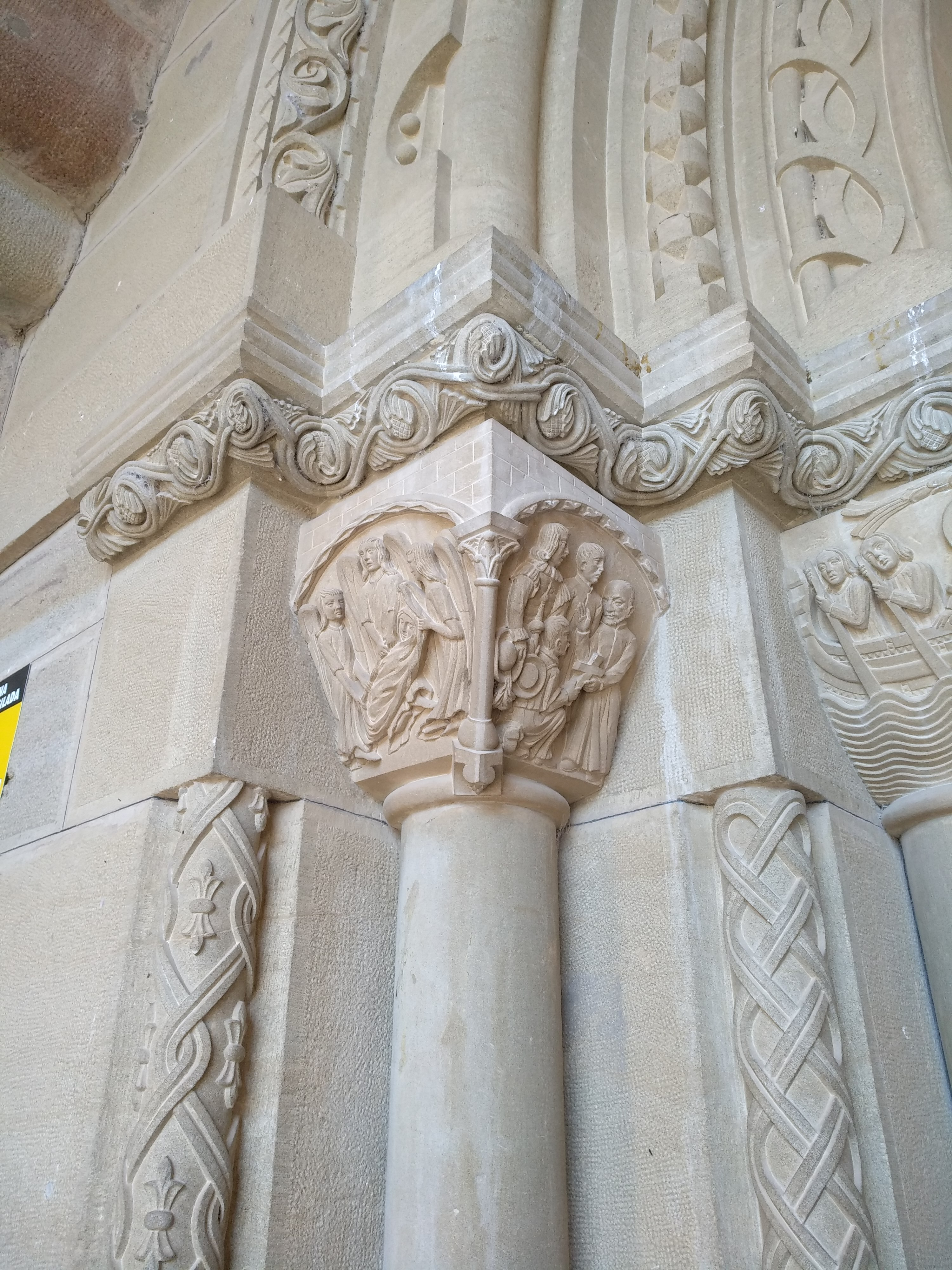
Capitel 1
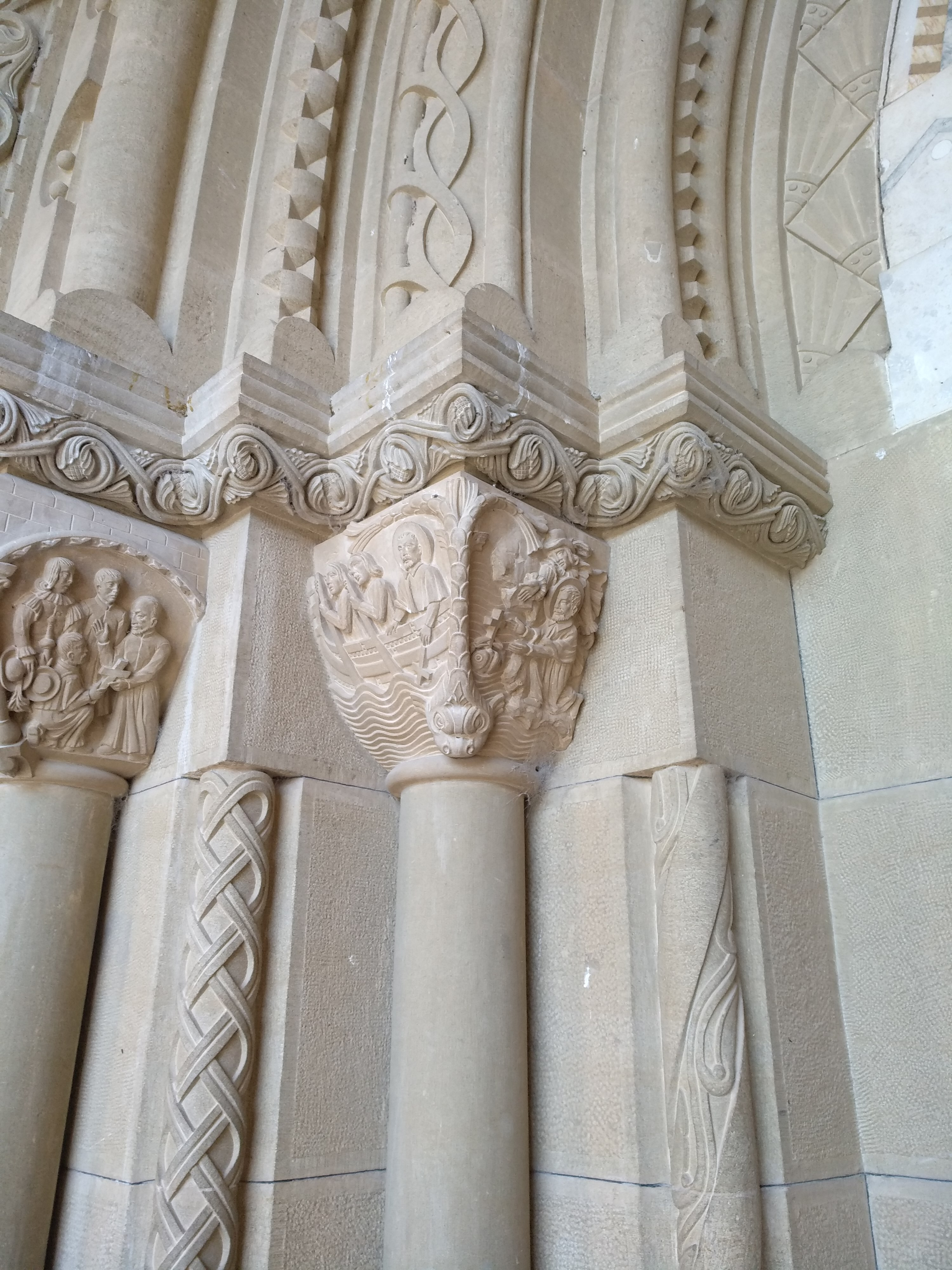
Capitel 2
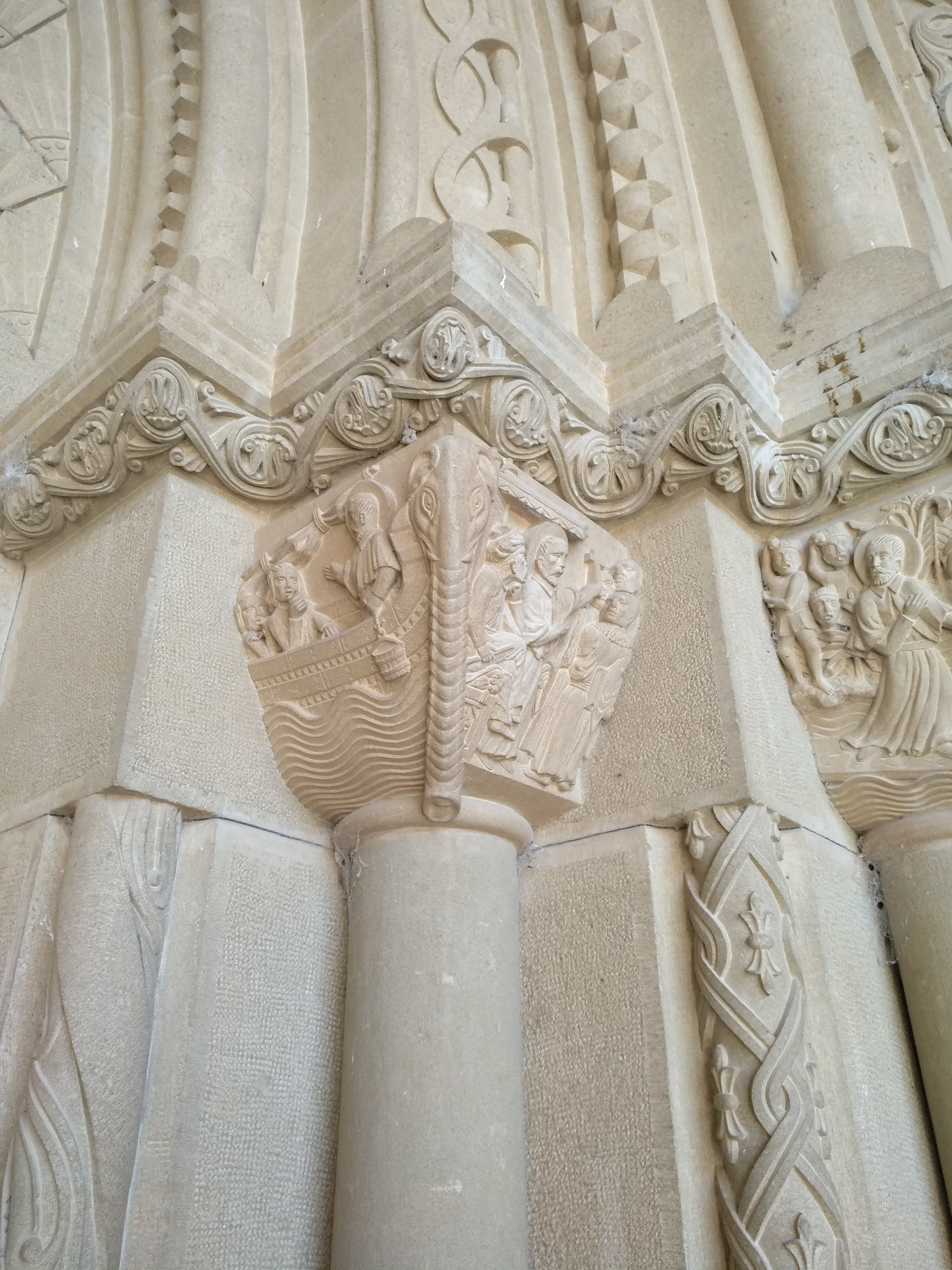
Capitel 3
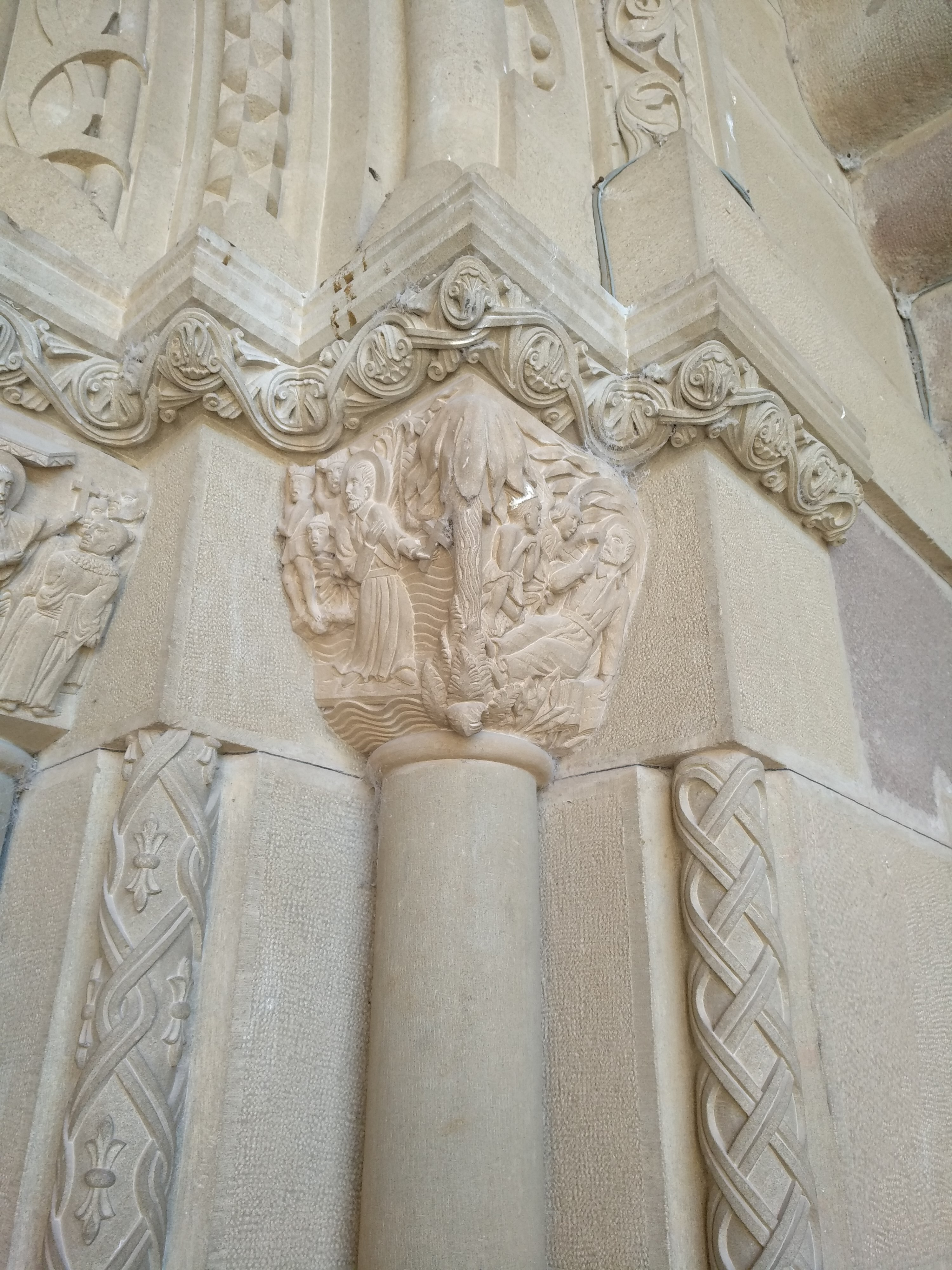
Capitel 4

## Fachada
El templo que, presenta una monumental fachada, se accede mediante una gran escalinata. El pórtico, flanqueado por dos ángeles portando los escudos de Javier y de la duquesa de Villahermosa. Sobre el mismo hay un frontispicio con una inscripción donde se lee:

«Para glorificar a Dios en este lugar, cuna de San Francisco Javier; y que bajo su amparo repose el II Conde de Guaqui; la viuda de este noble caballero, Duquesa de Villahermosa, descendiente del Apóstol de Oriente, mandó en 1896 erigir esta iglesia; concluída en 1900, consagrada en 1901, declarada Basílica por S. S. León XIII. Rogad a Dios por los que aquí yacen y por la fundadora»

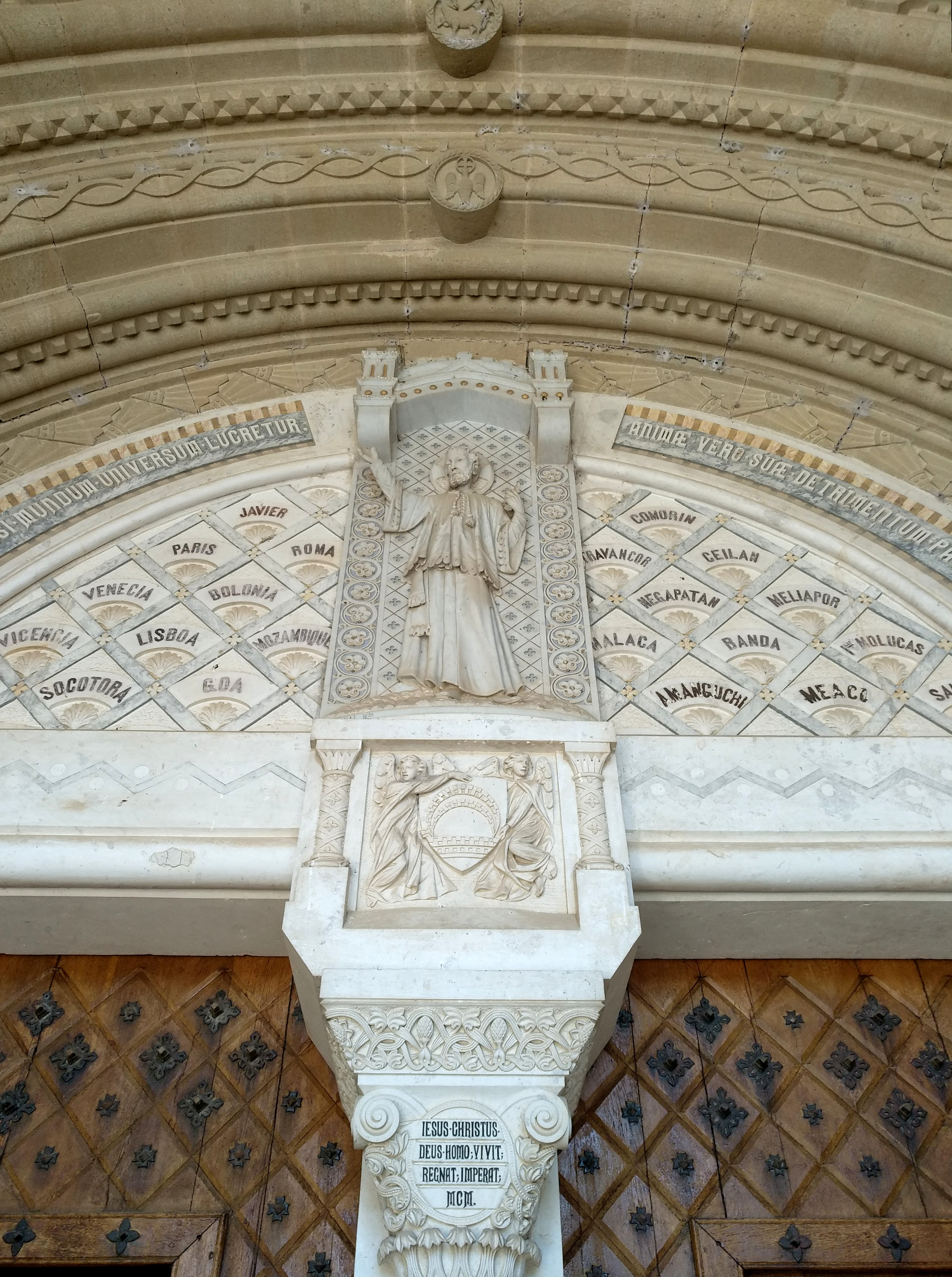
Parteluz y tímpano

Esta inscripción separa un segundo cuerpo con un gran rosetón enmarcado en arcos góticos abocinados. Sobre el mismo un tercer cuerpo, a modo de frontón, que tapa el tejado a dos aguas que cubre el edificio. Este elemento está rematado con un cruz de piedra y jalonado por sendas torrecillas en las esquinas.

## Interior
El interior es una nave única neogótica. Se utilizó piedra gris de Gallipienzo, con mármo blanco en el suelo. Está compuesta de tres tramos, rematada con un ábside semicircular y cubierta de unas bóvedas de crucería que en el caso del ábside es pentagonal.
También en la parte del ábside se observan cuatro ventanales con vidrieras diseñadas por el pintor burgalés Marceliano Santa María y ejecutadas en los talleres de la catedral de León por Juan Bautista Lázaro. En los laterales hay tribunas bajo arcos apuntados con antepechos calados.
La vidriera del rosetón, con los doce apóstoles, fue realizada por Maumejean e ilumina un coro sobre el atrio situado a los pies del templo.
Sobre tres puertas de la iglesia se encuentran pinturas italianas que representan distintos momentos de la vida de Javier en el Castillo, obra del italiano M. Caparoni: El bautizo del Santo (puerta del presbiterio), despedida de su madre cuando parte hacia París en 1525 (puerta de bajada a la cripta) y el oratorio del Santo Cristo con toda su familia haciendo lectura espiritual (puerta de acceso a la escalera antigua).
Completan el decorado una gran lámpara con la inscripción "Dedicamos esta lámpara votiva José M. de Goyeneche y Gamio y María del Carmen Aragón de Azlor Idiáquez y Javier, condes de Guaqui, Grandes de España. Diciembre, 3 de 1886" y un artístico Vía Crucis, realizado en bronce esmaltado, que fue regalado por Doña Juana de la Puente, condesa de Guaqui, el día 31 de julio de 1898.

### Ábside
La zona del ábside está presidida por una escultura del escultor catalán Jerónimo Suñol representado al santo en una hornacina con forma de templete. A sendos lados, en una arquería románica, doce santos jesuitas obra también de M. Caparoni:
1. En el lado del evangelio (comenzando desde Francisco Javier): Francisco de Borja, Pedro Claver, Juan Francisco Régis, Francisco de Jerónimo, el japonés Pablo Miki y el beato Ignacio de Azevedo.[5]
2. En el lado de la epístola (comenzando también desde el centro): Luis Gonzaga, Juan Berchmans, Estanislao de Kostka, Alonso Rodríguez, y los japoneses Juan Soan de Gotó y Diego Kisai.[6]

El altar mayor es un artístico trabajo decorativo, labrado en piedra con incrustaciones de mosaicos, bronces y esmaltes por la casa Biais de París. El sagrario se encuentra sobre un altorrelieve que representa a San Francisco bautizando y predicando y escoltado por dos ángeles orantes. La puerta del sagrario es de plata sobredorada y esmaltada con una gran cruz de piedras preciosas en el centro. Antes de la reforma litúrgica que siguió al Concilio Vaticano II, sobre el altar había un frontis con ostensorio en el centro y a cada lado sendos templetes con las imágenes de los Corazones de Jesús y de María de un metro de longitud, unidos al ostensorio por dos altorrelieves, así como dos placas de cobre con las figuras en esmalte de los doce Apóstoles.
En ambos extremos del presbiterio existen dos lámparas votivas decoradas con los escudos de Villahermosa y Goyeneche.

### Capillas
Hay dos capillas:

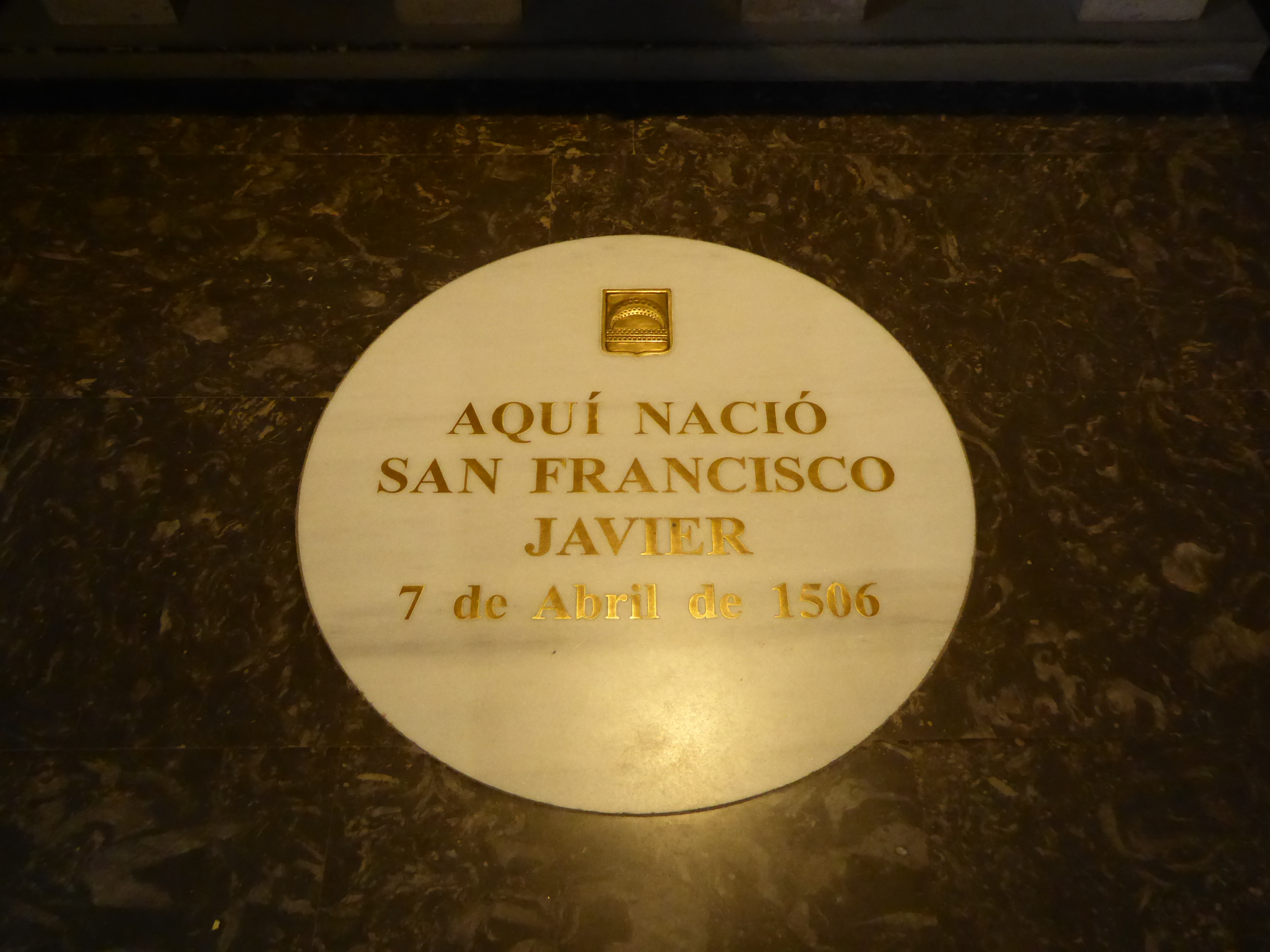

1. La capilla de San José, en homenaje al conde benefactor del mismo nombre. Esta capilla se abre en el lado de la epístola en la segunda arcada que queda debajo de las tribunas. Contiene un rico altar de mármol policromado labrado en Pamplona. El fondo de piedra es un calado de círculos que encierran siete corazones atravesados por una espada y otros siete coronados de rosas que representan los dolores y gozos de San José. Sobre una pilastra del altar se encontraba un grupo escultórico de San José con el niño Jesús de pie, tallado por José Alcoverro. En una obra reciente se retiró la escultura de San José de esta capilla sustituyéndola por otra de la Virgen del Carmen. Hay frente a esta capilla una placa que indica el lugar donde nació Francisco Javier.
2. La capilla de la Virgen del Carmen, de cruz latina (de 11 x 8 m) en homenaje a la duquesa benefactora del mismo nombre. Estaba construida en el patio de armas y se accedía a ella a través de la primera arcada que queda bajo las tribunas. El altar estaba labrado en piedra policromada y se encontraba en la parte central del ábside, cuyos tres muros estaban decorados por vidrieras dibujadas por José Arija y ejecutadas por la casa Maumejean de Madrid: en el centro la Virgen del Carmen y a ambos lados las figuras orantes de la duquesa de Villahermosa, vestida con hábito de Calatrava bajo una imagen de San Miguel, y del conde de Guaqui, con el hábito de caballero de la Orden de Santiago bajo otra imagen de San Ignacio. En la parte baja de ambas vidrieras resaltaban las armas de Villahermosa y Goyeneche. La imagen de la Virgen del Carmen con el niño Jesús en brazos es obra del escultor Francisco Font. En una reforma reciente esta capilla fue eliminada y sustituida por confesionarios. La imagen de la Virgen fue trasladada a la capilla contigua sustituyendo con ella la imagen de San José.

### Cripta
La cripta construida bajo la iglesia, para salvar el desnivel del terreno, contiene las sepulturas de los duques de Villahermosa y de la familia Goyeneche.
El 25 de mayo de 1896, con asistencia del Obispo de Pamplona, se colocó la primera piedra de la cripta, para cuya construcción se aprovechó la profundidad y cavidad de tres grandes depósitos de vino que se encontraban junto a la capilla del siglo XVII. La edificación duró ocho meses.
La cripta se comunica con la basílica a través de una puerta lateral  de ésta, a mano izquierda, de la que arranca una escalera de piedra de calado barandal ilumninada por dos vidrieras de la casa Maumejean de Biarritz con dos medallones centrales: una imagen del Santo y otra vista de conjunto de iglesia y castillo sobre el Ave Fénix que resucita de sus cenizas simbolizando la restauración del castillo.
La cripta es un cuadrilátero oblongo cubierto por tres bóvedas de medio cañón, separadas por arcos ligeramente apuntados apoyados en sencillos capiteles y basas románicos. Al fondo, bajo el arco de medio punto, destaca un altar románico de mármol, tras el que luce haciendo de retablo una vidriera ejecutada en Zaragoza que representa el apostolado. El muro izquierdo está rasgado por tres grandes ventanales policromados, en cuyas vidirieras, debidas a la casa Maumejean de Madrid, aparecen los escudos de Villahermosa y Goyeneche.
Encierra la cripta cuatro mausoleos, a ambos lados del altar: dos del lado de la Epístola y otros dos del lado del Evangelio, cada uno con su respectiva inscripción y escudos de armas de los allí enterrados:
1. Primer mausoleo del lado de la Epístola: Fue esculpido por el escultor madrileño Quintanilla en mármoles blancos y negros y encierra los restos mortales de Doña María del Carmen Aragón-Azlor, duquesa de Villahermosa y de su marido Don José Manuel de Goyeneche, conde de Guaqui.
2. Segundo mausoleo del lado de la epístola: Fue obra del escultor catalán afincado en Madrid José Alcoverro. Es algo más recargado que el anterior en un estilo románico florido y contiene las sepulturas de Don José Sebastián de Goyeneche, su esposa Doña Valentina Camacho, primera marquesa de Casas Novas, y la madre de ésta.
3. Primer mausoleo del lado del Evangelio: Fue obra del escultor barcelonés José Llimona, está esculpido en mármol blanco con una austeridad semejante al de los duques de Villahermosa y contiene los restos de Doña María del Carmen de Goyeneche, duquesa de Gamio. Este mausoleo fue trasladado en el año 2004 al muro opuesto del altar, previo consentimiento de su familia, para poder abrir una puerta de acceso al exterior.[7]
4. Segundo mausoleo del lado del Evangelio: Está también esculpido en mármol blanco en un estilo muy similar al anterior por la casa Altuna de San Sebastián y encierra los restos mortales de Doña María Josefa de Goyeneche, duquesa de Goyeneche.

Todos los enterrados en esta cripta se encuentran allí por haber intervenido en la restauración del castillo y erección de la cripta y basílica que habían emprendido los duques de Villahermosa.